# یوکیتوشی هوری
یوکیتوشی هوری (انگلیسی: Yukitoshi Hori; ۱۲ سپتامبر ۱۹۵۲ – ) صداپیشه، و بازیگر اهل ژاپن بود.